# Заварзин, Алексей Алексеевич
Алексе́й Алексе́евич Зава́рзин (13 (25) марта 1886, Санкт-Петербург — 25 июля 1945, Ленинград) — советский гистолог, первый директор БиоНИИ Пермского университета (1921-1922), директор Института цитологии, гистологии и эмбриологии АН СССР (1944-1945), академик АН СССР (1943) и АМН СССР (1944), генерал-майор медицинской службы (1944). Основатель эволюционной гистологии.

## Биография
Родился 13 [25] марта 1886 года в Петербурге в семье Алексея Амплиевича Заварзина, цехового мастера «слесарно-кузнечного цеха», впоследствии потомственного почётного гражданина, и его жены Анны Савельевны (Степановой). Дед его был из крепостных крестьян Калужской губернии. Брат — архитектор А. А. Заварзин.
В 1902 г. окончил реальное училище К. Мая со средним баллом 4,25. В 1903—1907 годах учился на естественном отделении физико-математического факультета Петербургского университета (1905/06 учебный год — в Гейдельбергском университете), по окончании которого был оставлен на кафедре гистологии под руководством А. С. Догеля.
В 1906—1912 гг. преподавал в университете, а также в Женском медицинском институте и на Высших женских естественнонаучных курсах М. А. Лохвицкой-Скалон. В 1913 г. защитил диссертацию на степень магистра зоологии и сравнительной анатомии, получил должность приват-доцента университета.
С 1916 г. по январь 1923 г. — профессор кафедры гистологии и эмбриологии Пермского отделения Петроградского университета (c 1917 г. — Пермского университета).
Одновременно (с 1917 г.) являлся деканом медицинского факультета.
Вместе с другими преподавателями во время отступления А. В. Колчака был эвакуирован в Томский университет (1919—1920).
В 1918—1922 гг. заведовал биологической станцией при университете. В 1921—1922 годах был первым директором Биологического НИИ, одним из его организаторов. Участвовал в создании Пермского общества естествоиспытателей.
В 1922—1936 гг. возглавлял кафедру гистологии в Военно-медицинской академии. В 1936—1941 гг. — заведующий кафедрой гистологии в 1-м Ленинградском медицинском институте. С 1943 г. — начальник кафедры в Военно-морской медицинской академии. Одновременно в 1932 г. организовал отдел общей морфологии Всесоюзного института экспериментальной медицины, которым руководил до конца жизни.
С 1944 г. — директор Института цитологии, гистологии и эмбриологии АН СССР.
Организовал Ленинградское общество анатомов, гистологов и эмбриологов.
Умер 25 июля 1945 года в Ленинграде. Похоронен на Литераторских мостках.

Заварзин вечно был воинственным, всегда молодым. Натура кипучая, импульсивная. Его нравственная личность не допускала ни малейшей сделки со своими убеждениями… Научная деятельность его ярка и самобытна.— Б. П. Токин (цит. по:)

## Научная деятельность
Основные направления исследований:
- сравнительная гистология нервной системы, крови, соединительной ткани
- развитие соединительной ткани в условиях экспериментального асептического воспаления у червей, членистоногих, моллюсков, хордовых.

Создал теорию параллелизмов (ткани, выполняющие у животных различных типов одинаковые функции, обнаруживают сходные черты строения и параллельные направления эволюции).
Один из основателей эволюционной гистологии.

### Избранные труды
- Очерки эволюционной гистологии крови и соединительной ткани. — М., 1945—1947. — Т. 1—2.
- Очерки по эволюционной гистологии нервной системы. — 1941.
- Избранные труды. — М.; Л., 1950—1953. — Т. 1—4.
- Курс гистологии и микроскопической анатомии. — 5-е изд. — Л., 1939.
- Краткое руководство по эмбриологии человека и позвоночных животных. — 4-е изд. — М., 1939.

## Награды
- двв ордена Трудового Красного Знамени (17 сентября 1943; 10 июня 1945)
- Сталинская премия II степени (10 апреля 1942) — за работу «Эволюционная гистология нервной системы».

## Память
- На фасаде дворового флигеля (Кировский проспект, 69-71) Института экспериментальной медицины, в котором в 1932—1941 работал А. А. Заварзин, в 1967 году[7] установлена мемориальная доска[6].